# ألان بلايني
الآن بلايني (بالإنجليزية: Alan Blayney)‏ (9 أكتوبر 1981 ببلفاست في المملكة المتحدة - ) هو لاعب كرة قدم أيرلندي شمالي في مركز حراسة المرمى. شارك مع منتخب أيرلندا الشمالية تحت 21 سنة لكرة القدم ومنتخب أيرلندا الشمالية لكرة القدم. أما مع النوادي، فقد لعب مع أردز وأولدهام أثلتيك وبرايتون أند هوف ألبيون وروشدين ودايموندز وستوكبورت كونتي وغلينافون ونادي بورنموث ونادي بوهيميان ونادي دونكاستر روفرز ونادي ساوثهامبتون ونادي لينفيلد ونادي بيليمينا يونايتد.

## وصلات خارجية
- ألان بلايني على موقع قاعدة بيانات كرة القدم.إي يو (الإنجليزية)
- ألان بلايني على موقع ناشيونال فوتبول تيمز (الإنجليزية)
- ألان بلايني على موقع Soccerbase.com (لاعب) (الإنجليزية)
- ألان بلايني على موقع عالم كرة القدم.نت (الإنجليزية)